# Hottot-les-Bagues
Hottot-les-Bagues er en kommune i Calvados departmentet i Basse-Normandie regionen i det nordvestlige Frankrig. Byen ligger 14 km sydøst for Bayeux.

## Historie
Lenet Normandiet blev skabt til viking lederen Rollo. Mange stednavne er af nordisk oprindelse. Hottot menes at have fået sit navn fra det oldnordiske haugr, som betyder høj eller lav bakke.
Under 2. Verdenskrig begyndte de allieredes offensiv i det nordvestlige Europa med landgangen i Normandiet den 6. juni 1944. I det omkringliggende område kom det til mange heftige kampe i juni og juli 1944 da canadiske og britiske styrker forsøgte at støde frem fra Bayeux og omringe Caen sydfra.

## Krigskirkegård
Krigskirkegården i Hottot-les-Bagues rummer 1.137 grave med 965 britiske, 34 canadiske, 3 australske, 2 newzealandske og 1 sydafrikansk foruden 132 tyske soldater. De fleste af de begravede mistede livet i anden halvdel af juni 1944, under de voldsomme kampe ved Tilly-sur-Seulles. Man kommer til kirkegårde fra Bayeux ved at tage D6 vejen i sydøstlig retning. Efter at have passeret Tilly-sur-Seulles, drejer man vestpå i Juvigny ud på hovedvejen mellem Caen og Caumont-l'Éventé.
- Indgang til militær-kirkegården
- Den ukendte soldats grav